# 高砂菱角螺屬
高砂菱角螺屬（学名：Takasagovolva），又名高砂梭螺属:310，为梭螺科的动物:310。

## 物種
- 高砂梭螺 Takasagovolva honkakujiana Kuroda, 1928[1]:310
- 大骗梭螺 Takasagovolva gigantea Azuma, 1974：又名大高砂梭螺[1]:310[2][3]

## 外部連結
- 維基物種上的相關：高砂菱角螺屬